# Eishockeyschläger

Eishockeyschläger für Feldspieler (links) und Torhüter, Längenangaben in cm

Der Eishockeyschläger ist im Eishockey (und Inlinehockey) das Spielgerät, welches in der Regel zum Schießen, Passen und Führen, beim Torhüter zusätzlich zum Abwehren des Pucks verwendet wird.

## Form

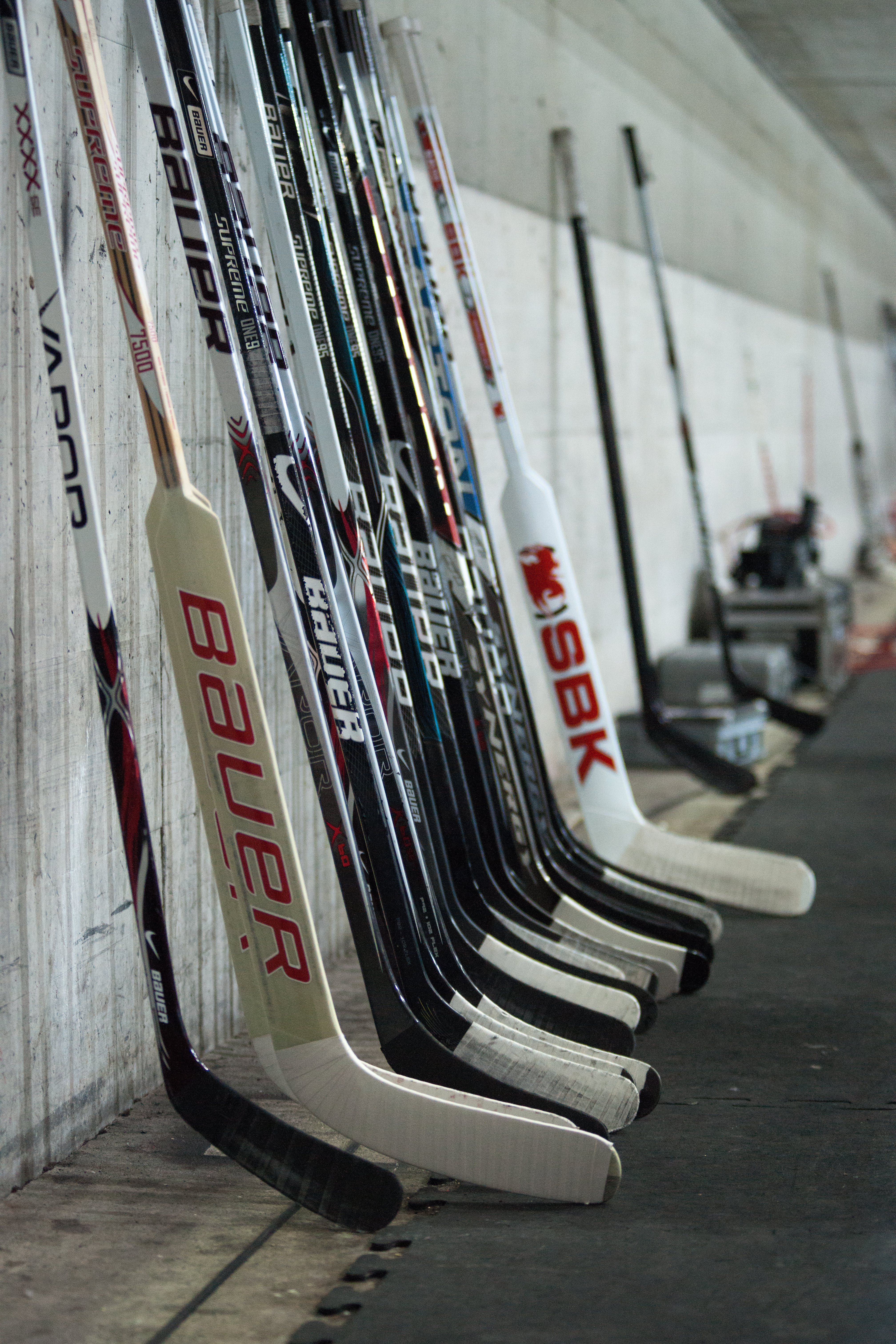
Eishockeyschläger

Eishockeyschläger sind in der Regel 150 bis 200 cm lang und bestehen, ähnlich wie ihre Gegenstücke in den verwandten Sportarten Hockey, Rollhockey oder Inlinehockey, aus einem langen Griff und einem abgewinkelten Element am unteren Ende.
Diese Kelle ist der Teil des Schlägers, mit dem der Puck gespielt wird, und 25 bis 40 cm lang. Je nach Größe und Präferenzen können sich die Schlägermaße jedoch deutlich voneinander unterscheiden. Die Kelle steht in einem 135-Grad-Winkel vom Schlägerschaft ab, was dem Spielgerät eine L-förmige Form gibt. Außerdem ist sie entweder leicht nach links oder rechts gebogen, um den Puck von der Eisfläche anheben zu können.
Der Schläger des Torhüters unterscheidet sich in einigen Punkten von dem eines Feldspielers. Der untere Teil des Schafts ist breiter, um Schüsse besser abwehren zu können, der Winkel zwischen Kelle und Schaft ist etwas kleiner und die Kelle leicht in Spielrichtung gebogen.

## Geschichte

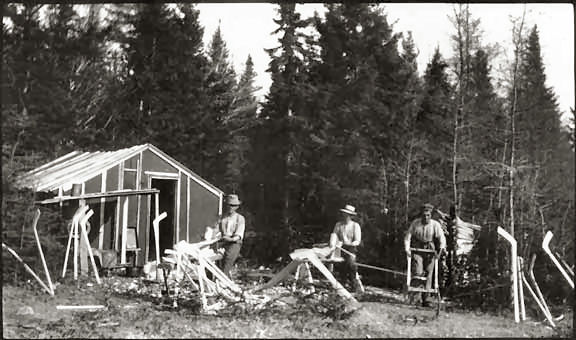
Mi'kmaq-Indianer bei der Produktion von Eishockeyschlägern aus Amerikanischer Hainbuche in Nova Scotia um 1890.

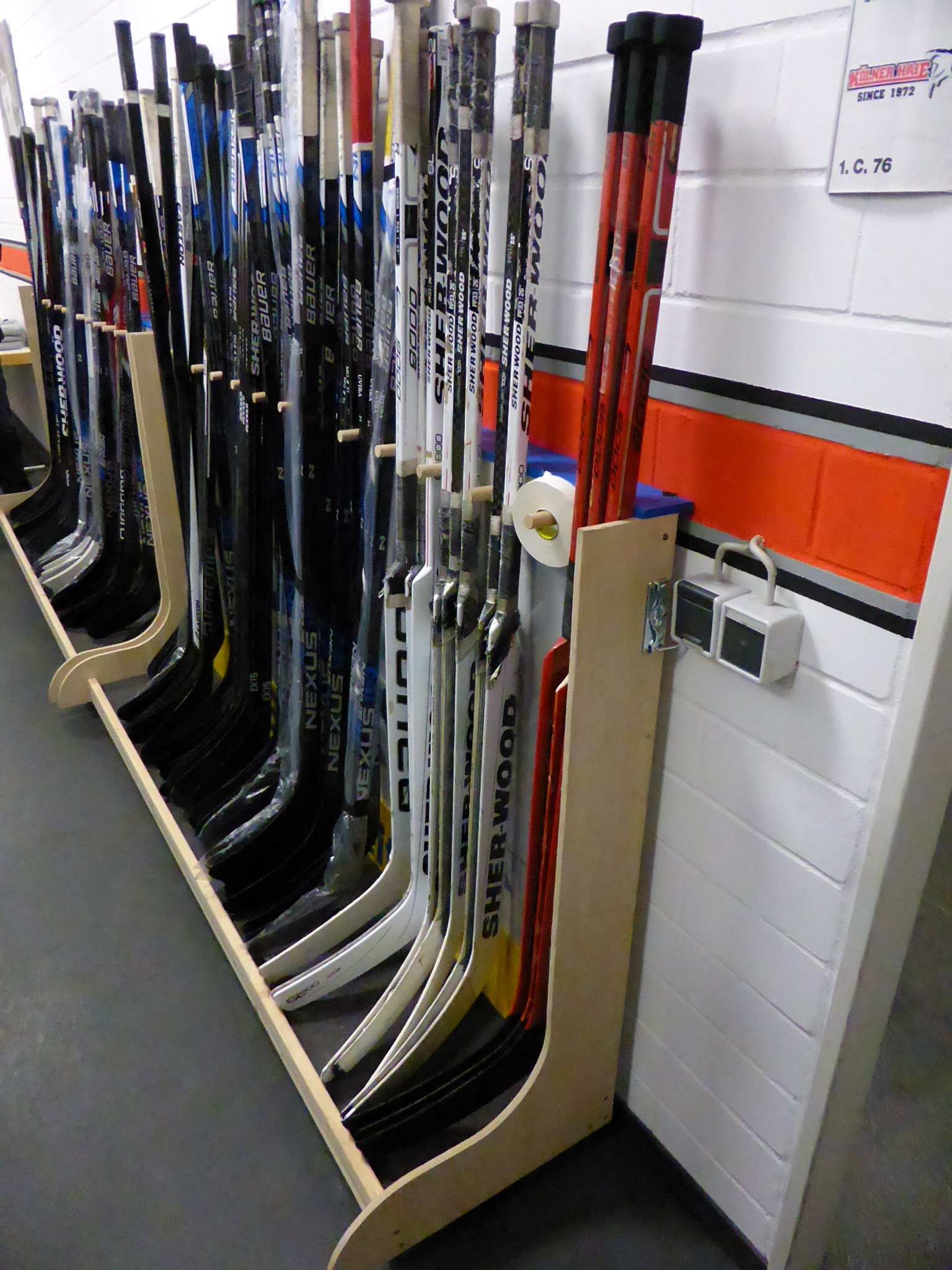
DEL-Eishockeyschläger

Eishockeyschläger wurden zunächst, ähnlich wie Golfschläger oder Werkzeuge, hauptsächlich aus Ahorn-, Hainbuchen- oder Weidenholz hergestellt. Nachdem die Versorgung durch Hainbuchenholz nicht mehr garantiert werden konnte, wurden auch teurere Hartholze wie Gelb-Birke oder Esche zur Herstellung verwendet. Eschenholz entwickelte sich schnell zum bevorzugten Material, in den 1920er-Jahren waren Schläger aus einem einzigen Eschenholzstück die Regel im Spielbetrieb. Die Eschenschläger waren zwar relativ schwer, aber gleichzeitig sehr langlebig. Nate Eliegh, Mitglied der Hockey Hall of Fame benutzte beispielsweise während seiner gesamten Karriere nur einen einzigen Schläger.
Seit den 1920er Jahren gab es einige entscheidende Weiterentwicklungen im Bereich der Eishockeyschläger. Wichtigste Neuerung war die Entwicklung von geschichteten Schlägern in den 1940er Jahren, als erstmals verschiedene Holzschichten zusammengeleimt wurden, um die Spielgeräte flexibler und beständiger zu machen. In den 1960er Jahren wurde zudem eine weitere Schicht aus Fiberglas oder anderen synthetischen Stoffen als Ummantelung eingeführt. Außerdem wurde die Biegung der Kelle zur Regel, was die physischen Eigenschaften von Schüssen entscheidend änderte.
In den 1970er Jahren begannen die Hersteller von Cricket- und Baseballschlägern mit der Produktion von Spielgeräten aus leichtgewichtigen Stahllegierungen als Ersatz für das übliche Weiden- oder Eschenholz. Die Eishockeyschlägerindustrie zog in den 1980er Jahren nach, indem sie zunächst einen einteiligen Aluminiumschläger präsentierte. Allerdings konnte sich dieses Modell nicht durchsetzen, woraufhin eine Kombination aus einem Aluminiumschaft und einer Holzkelle entwickelt wurde. Diese Konstruktionen ersetzten erstmals in größerem Maße die üblichen Holzschläger.
In den vergangenen Jahren wurden sowohl die Aluminium- als auch die Holzschläger allmählich durch fortschrittlichere Produkte aus Verbundwerkstoffen ersetzt. Zu den üblichsten Materialien gehören Fiberglas und kohlenstofffaserverstärkter Kunststoff. Außerdem wurden Eishockeyschläger aus Kevlar entwickelt. Schläger aus den aktuellen Materialien zeichnen sich durch ein niedrigeres Gewicht als ihre Vorgänger aus Aluminium sowie durch eine einfachere Herstellung gegenüber Holzschlägern aus, allerdings sind sie auch teurer und weniger stabil.

## Materialien

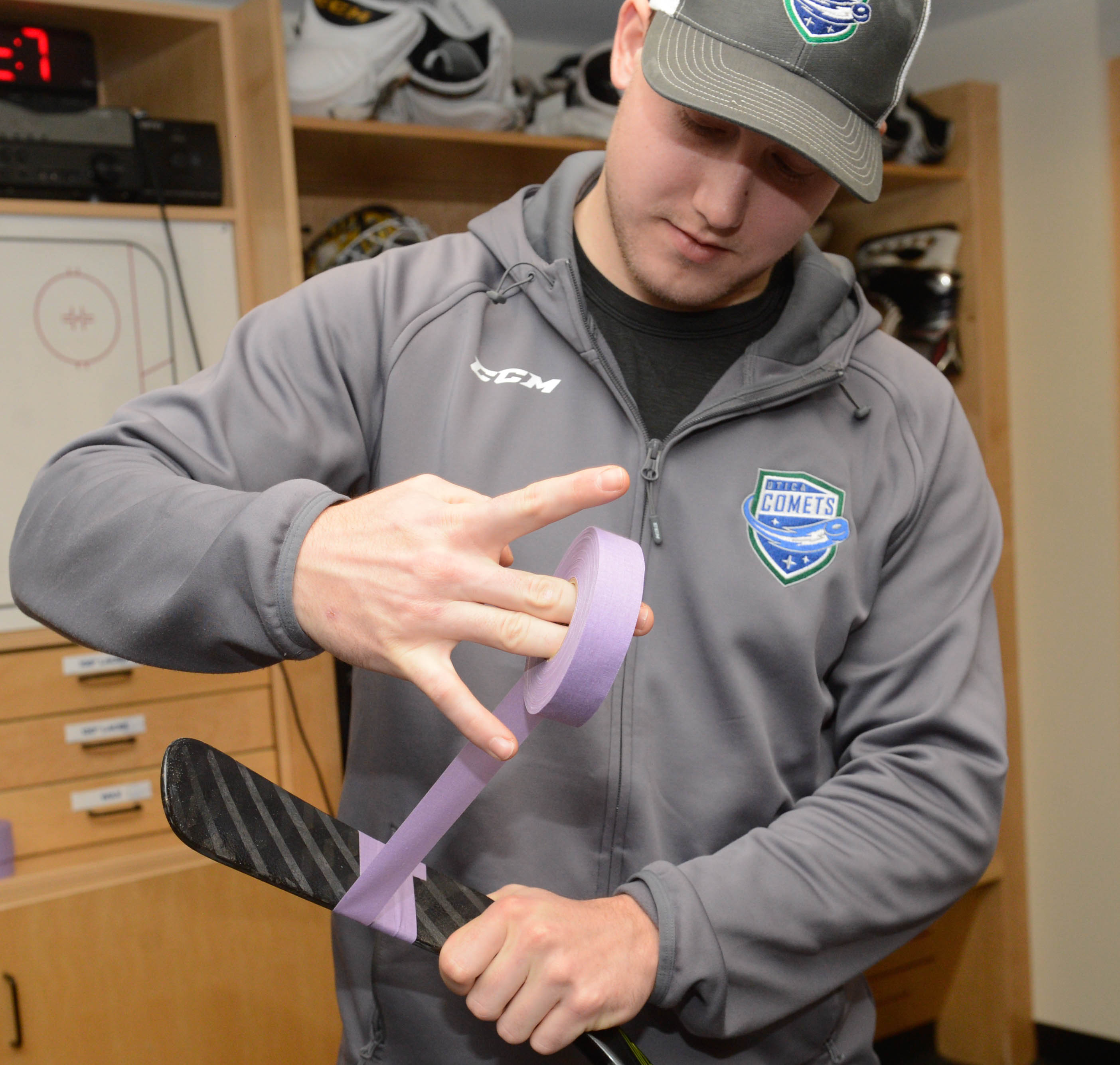
Spieler beim „Tapen“ des Schlägers

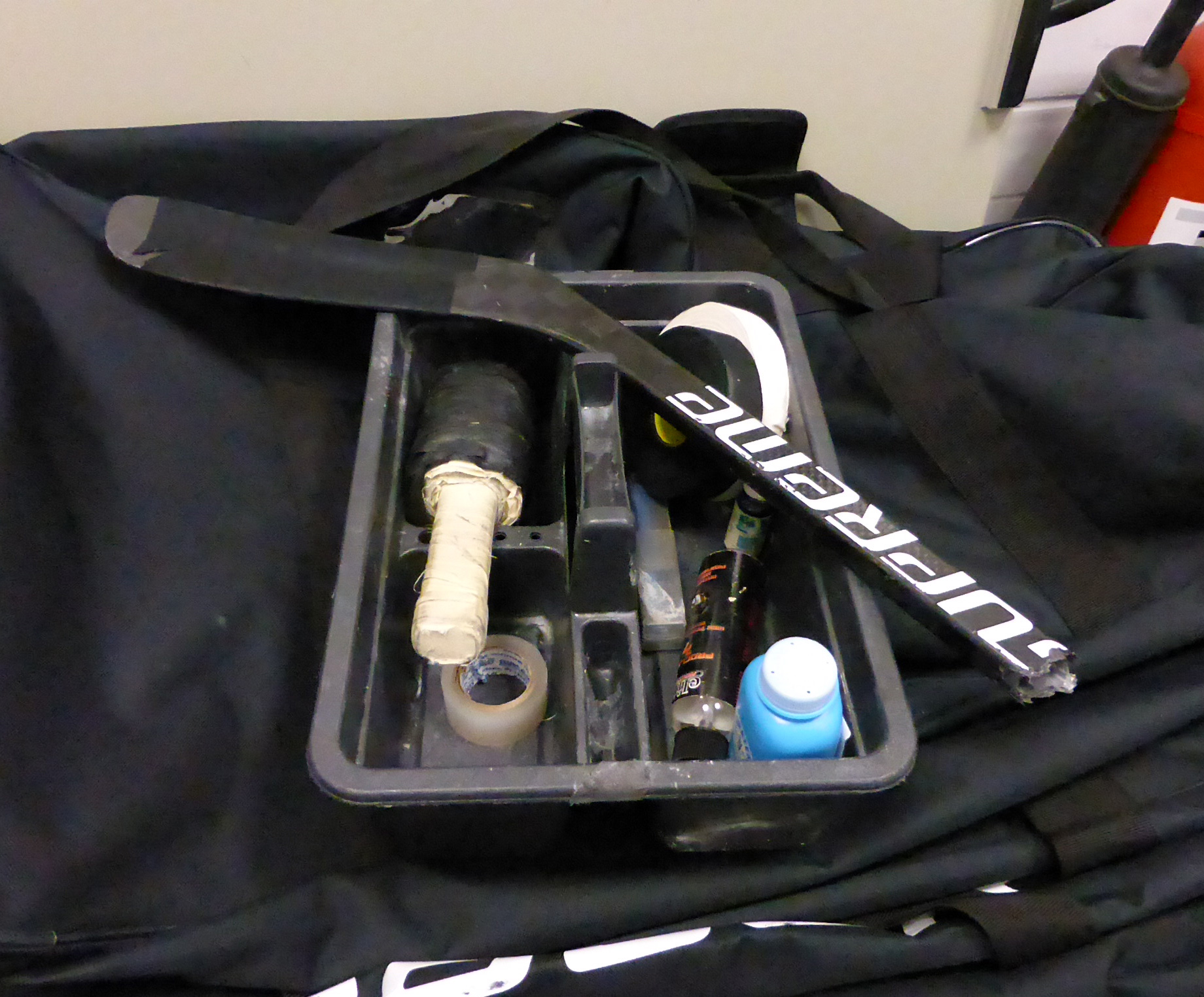
Carbon-Eishockeyschläger, zerbrochen.

Heutige Schläger bestehen aus einem bzw. einer Kombination der folgenden Stoffe:
- Aluminium
- Fiberglas
- Graphit
- Holz
- Kevlar
- Kohlenstofffaserverstärkter Kunststoff (Carbon)
- Titan

## Rezeption
Die Form des Eishockeyschlägers wird zur Beschreibung einer Form verwendet und findet sich etwa im Hockeyschläger-Diagramm, Hockeyschläger-Phänomen, im Hockeykinn (einer kantigen Kinnlinie im Gesicht) und im Saab Hockey Stick (einer Fensterlinie an Autos der schwedischen Marke Saab).